# Gelbe Ruderschlange
Die Gelbe Ruderschlange (Hydrophis spiralis; Syn.: Leioselasma spiralis), auch als Schmalgebänderte Ruderschlange oder Schwarzschwänzige Wasserschlange bezeichnet, ist eine Schlangenart aus der Gattung der Ruderschlangen (Hydrophis) und wird innerhalb der Familie der Giftnattern zu den Seeschlangen eingeordnet.

## Merkmale
Die Gelbe Ruderschlange erreicht für gewöhnlich eine Gesamtlänge zwischen 162 cm (Männchen) und 180 cm (Weibchen). Die Art gilt als längste Seeschlangenart. Einige Quellen geben eine maximale Länge von 274 cm an, wobei 2 Meter nur selten überschritten werden. Der seitlich zusammengedrückte Schwanz misst zwischen 12 cm (Weibchen) und 14 cm (Männchen). Der Kopf ist klein und kaum vom Hals abgesetzt. Die Augen sind klein und besitzen eine bei Lichteinfall rundliche Pupille. Es sind 6 bis 8 Oberlippenschilde vorhanden. Hals und Vorderkörper sind langgestreckt und schlank und gehen in einen etwas plumperen mittleren und hinteren Körper über. Die Dorsalschuppen sind glatt oder weisen einen Knoten oder Kiel auf der Oberfläche auf. Der Hals wird von 25 bis 32 Reihen Dorsalschuppen bedeckt, um die Körpermitte nimmt die Anzahl der Reihen um 4 bis 8 zu. Bauchseits zeigen sich 295 bis 362 Ventralschilde, welche etwa doppelt so breit wie die angrenzenden Rückenschuppen und meist ungeteilt sind; einige Ventralschilde können geteilt sein. Die Präanalschilde sind deutlich vergrößert. Der Giftapparat besteht, wie für Giftnattern typisch, aus seitlich des Schädels befindlichen Giftdrüsen (spezialisierte Speicheldrüsen) und im vorderen Oberkiefer befindlichen, unbeweglichen Fangzähnen (proteroglyphe Zahnstellung). Beiderseits zeigen sich im Oberkiefer 6 bis 7 weitere Zähne hinter den Fangzähnen. Die Körperfärbung variiert oberseits zwischen gelblich und gelblich-grün, die Dorsalschuppen sind schwarz gerandet. Der Körper wird von 41 bis 46 schmalen, schwarzen Querbändern gezeichnet. Die Bänder messen meist weniger als ein Drittel der Breite der helleren Zwischenräume. Der Kopf ist bei Jungtieren schwarz und trägt eine gelbe, hufeisenförmige Zeichnung. Bei adulten Tieren ist der Kopf zumeist gelb.

## Verbreitung
Diese Art kommt im Arabischen Golf, östlich bis Indonesien und den Philippinen vor. Im Einzelnen liegen Fundgebiete in den Küstenregionen folgender Gebiete: Persischer Golf, Oman, Vereinigte Arabische Emirate, Iran, Pakistan, Sri Lanka, Indien, Indonesien, Malaysia, Philippinen, China, Papua-Neuguinea, Neukaledonien und Loyalty Islands, Thailand, Vietnam, Myanmar und Singapur. Weitere Fundorte liegen in Neukaledonien einschließlich der Loyal Islands. Die Lebensräume umfassen Küstengewässer und Mangrovensümpfe. Die Habitate weisen schlammigen oder sandigen Grund auf.

## Population und Gefährdung
Die Häute der Gelben Ruderschlange wurden in der Vergangenheit bis in die 1980er Jahre in Vietnam verwendet. Die Gelbe Ruderschlange ist weit verbreitet und in einigen Gebieten häufig anzutreffen. Diese Art wurde 1989 nur selten als Beifang von Trawlern im Westen Malaysias gefangen. An der Süd- und Ostküste Indiens ist sie verbreitet und auch in der Andamanensee ist die Gelbe Ruderschlange nicht selten. Sie wird als Beifang in der Schleppnetzfischerei gefangen, die Auswirkungen dieses Umstands auf die Population sind unbekannt. Diese Art wird als wenig gefährdet eingestuft. Den Berichten lokaler Fischer zufolge scheint die Population an der Ostküste Indiens zurückgegangen zu sein.
Es gibt keine artspezifischen Schutzmaßnahmen für diese Art, aber sie kann in Meeresschutzgebieten vorkommen. Keine Ruderschlangenart ist derzeit in der CITES-Liste (Washingtoner Artenschutzabkommen) aufgeführt.

## Lebensweise
Über die Lebensweise dieser Art ist wenig bekannt. Vermutlich bevorzugt die Gelbe Ruderschlange Tauchtiefen von mehr als 10 Metern. Es wurde berichtet, dass sie in tieferen Gewässern bis zu 50 m Tiefe vorkommt. Die Oberfläche sucht sie hauptsächlich zum Sonnenbaden, also zur Thermoregulation, auf, weshalb die Art relativ selten beobachtet wird. Das Beutespektrum umfasst Aalartige und andere Fische. Die Fortpflanzung erfolgt durch Ovoviviparie, also ei-lebendgebärend. Ein Wurf kann zwischen 5 und 14 Jungschlangen umfassen.

## Taxonomie
Die wissenschaftliche Erstbeschreibung erfolgte 1802 durch den englischen Naturforscher George Shaw unter der Bezeichnung Hydrus spirsalis. Es werden keine Unterarten aufgeführt. Folgende Synonyme sind bekannt:
- Hydrus spiralis Shaw 1802; Holotypus: Holotype: BMNH 1946.1.6.94, Terra typica: Indischer Ozean[2]
- Hydrophis brugmansii Boie 1827
- Hydrophis melanurus Wagler 1828
- Hydrophis sublaevis Gray 1842
- Hydrophis spiralis Gray 1849
- Hydrophis spiralis – Duméril & Bibron 1854
- Hydrophis robusta Günther 1864
- Hydrophis rappii Jan 1872 in Jan & Sordelli, 1870–1881
- Hydrophis temporalis Blanford 1881
- Hydrophis spiralis – Anderson 1872
- Hydrophis bishopii Murray 1884
- Hydrophis aurifasciata Murray 1886
- Hydrophis melanocinctus Wall 1906
- Hydrophis brugmansii – Boulenger 1912
- Distira brugmansi – Stone 1913
- Lioselasma [sic] spiralis – Wall 1921
- Hydrophis spiralis – Smith 1943
- Leioselasma spiralis – Prater 1924
- Leioselasma spiralis – Kharin 1984
- Leioselasma spiralis – Welch 1994
- Leiocephalus spiralis – Das 1996
- Leioselasma spiralis – Stuebing & Inger 1999
- Hydrophis spiralis – Murphy, Cox & Voris 1999
- Hydrophis spiralis – Bauer & Sadlier 2000
- Hydrophis spiralis – David et al. 2004
- Leioselasma spiralis – Kharin 2005
- Hydrophis spiralis – Murthy 2010
- Hydrophis spiralis – Rasmussen et al. 2011
- Hydrophis spiralis – Sanders et al. 2012
- Leioselasma spiralis – Wallach et al. 2014
- Hydrophis spiralis – Rezaie-Atagholipour et al. 2016

## Schlangengift
Die Art besitzt einen Giftapparat und setzt ihr Giftsekret zum Beuteerwerb ein. Sie gilt jedoch als aggressiv und beißfreudig, mindestens ein tödlich verlaufender Bissunfall wurde dokumentiert. Bei einem Giftbiss können etwa 2,1 mg (Trockengewicht) des Giftsekrets abgegeben werden. Das Toxingemisch der Gelben Ruderschlange enthält insbesondere postsynaptisch wirksame Neurotoxine, also Substanzen, welche die postsynaptischen Nikotinrezeptoren blockieren und somit die Erregungsübertragung auf die motorische Endplatte hemmen. Dies führt zu einer Paralyse. Myotoxische Bestandteile sind wahrscheinlich ebenfalls im Gift der Art enthalten. Nach Giftbiss treten lokal nur leichte oder gar keine Beschwerden auf. Innerhalb der ersten sechs Stunden nach dem Giftbiss bilden sich unter Umständen Lähmungsanzeichen wie flache Atmung oder Ptosis sowie Hinweise auf eine
Myolyse aus. Sekundär kann es zu nierenschädigenden oder kardiotoxischen Effekten kommen. Nach einem Giftbiss sollte ein Druckverband angelegt werden, um die Ausbreitung der Giftstoffe von der Bissstelle aus zu verlangsamen (Pressure/Immobilization Technique). Neben der symptomatischen Therapie ist die Gabe von Antivenin (Sea Snake Antivenom, CSL Limited) die wichtigste therapeutische Maßnahme, unter Umständen sind mehrere Dosen des Antiserums erforderlich.